# Lakin (Kansas)
Pour les articles homonymes, voir Lakin.
La ville de Lakin est le siège du comté de Kearny, dans l’État du Kansas, aux États-Unis. Selon le recensement de 2010, sa population s’élève à 2 216 habitants.

## Source
- (en) Cet article est partiellement ou en totalité issu de l’article de Wikipédia en anglais intitulé « Lakin, Kansas » (voir la liste des auteurs).